# Bulgària durant la Primera Guerra Mundial

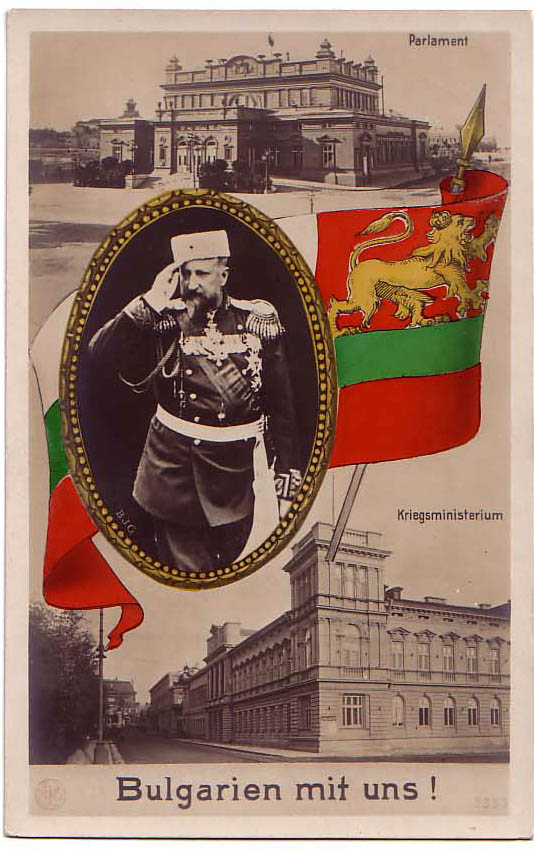
Targeta postal que celebra l'entrada de Bulgària en la Primera Guerra Mundial, 1915.

La història de Bulgària durant la Primera Guerra Mundial abasta els anys 1914-1919, encara que el país no va entrar al conflicte mundial fins a l'octubre de 1915 amb el seu atac al regne de Sèrbia després de la seva aliança amb les Potències Centrals al setembre. Bulgària va ser l'únic dels països de la regió que es va aliar amb les Potències mentre que els seus veïns (Sèrbia, Romania, Grècia i Montenegro) es van decantar per l'Entesa.
Bulgària va entrar en guerra per tal d'obtenir els territoris que considerava propis i que havia perdut en el Congrés de Berlín de 1878 i només quan una de les aliances bel·ligerants, la Triple Entesa, va satisfer les seves exigències territorials, especialment la cessió de Macedònia, que havia perdut en la segona guerra balcànica. Va aconseguir aquest objectiu després de participar en la campanya contra Sèrbia de la tardor de 1915. Més tard, amb l'entrada en el conflicte de Romania a l'agost de 1916 i la derrota militar d'aquesta, va aconseguir la devolució de la Dobruja meridional. No va aconseguir el retorn de la Dobruja septentrional com pretenia, cosa que va ser una font de disputes entre els seus aliats.
Una vegada aconseguits els territoris desitjats, Bulgària va perdre el seu interès per la guerra i va tractar de mantenir els seus guanys fins a la conferència de pau. Els seus discrets intents de signar una pau de manera individual gràcies a la mediació dels Estats Units, país amb el qual no es trobava formalment en guerra, van fracassar. Finalment, a la tardor de 1918, la desmoralització de les tropes per la situació cada vegada pitjor del front, l'evacuació alemanya de gran part de les seves unitats, les penúries en la rereguarda i una dura ofensiva de la Triple Entesa van enfonsar el front macedoni. El Govern búlgar va haver d'afanyar-se a sol·licitar l'armistici, incapaç de frenar l'avanç militar aliat, mentre s'enfrontava a un motí revolucionari de part de les unitats, que va poder finalment ser sufocat. La rendició búlgara a la fi de setembre i els continus revessos en el front occidental van portar poc després a la rendició de la resta de la coalició.
Tot i les seves esperances, basades en les promeses nord-americanes reflectides en els «Catorze Punts» del president nord-americà Woodrow Wilson, Bulgària no només no va retenir les seves conquestes militars de la guerra en el tractat de pau, sinó que va perdre nous territoris, la qual cosa va causar un augment de l'irredemptisme que va caracteritzar parcialment el període d'entreguerres.

## Antecedents

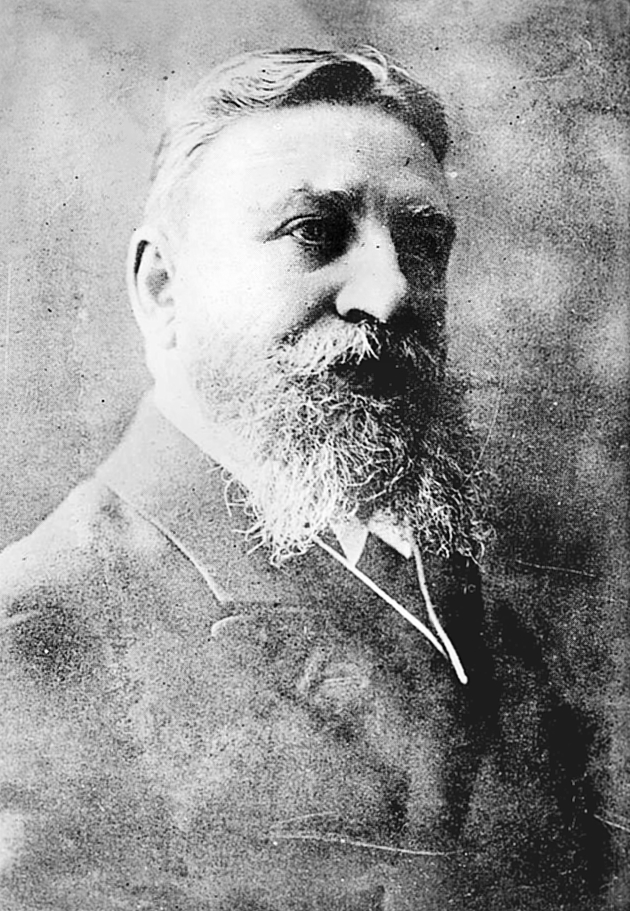
Vasil Radoslavov, president del Consell de Ministres des de la derrota búlgara en la Segona Guerra Balcànica, es va convertir juntament amb el tsar Ferran en la personificació de la política favorable a les Potències Centrals.

La derrota a la segona guerra balcànica havia enemistat a Bulgària amb els seus veïns i l'havia privat de les seves conquestes de la primera. La falta del suport rus als anhels búlgars en les negociacions de pau havia fet que el Govern de Sofia s'apropés a Viena, tot i a les dificultats d'una aliança formal per la proximitat teòrica entre aquesta i Bucarest. Ja quan havia acabat d'obtenir el Govern, el primer ministre Radoslavov va oferir l'aliança a Viena, ja que compartia amb ella l'hostilitat vers Sèrbia. L'oferiment es va repetir al juliol; els austrohongaresos es van mostrar interessats, però cauts. Els intents del tsar Ferran d'aconseguir la lliga amb els austrohongaresos durant la seva visita d'estiu a Viena tampoc van fructificar. L'actitud d'Alemanya, més interessada a defensar els interessos otomans i grecs, tampoc afavoria el pacte austro-búlgar. L'enemistat romanèso-búlgara era un altre factor que dificultava l'acostament a la Triple Aliança, ja que Berlín no desitjava la pèrdua de l'amistat romanesa.
Al mateix temps, les greus necessitats financeres búlgares que es devien a les guerres van fer que l'atorgament de crèdits a Sofia servís com a mètode per atreure-la a un o un altre bàndol. El Govern desitjava un gran crèdit de dos-cents cinquanta milions de levs per integrar els nous territoris adquirits en les últimes guerres a la resta del país i construir un port modern a Porto Lagos. Ni Àustria-Hongria ni França, però, es van mostrar disposades durant el 1913 a autoritzar els crèdits sol·licitats en les condicions desitjades per Bulgària, per la qual cosa la crisi del deute va quedar sense resoldre aquest any. Al febrer de 1914, els búlgars van tractar una altra vegada d'aconseguir el préstec anhelat a França, però la pressió russa va fer que aquesta el denegués. Aleshores es van entaular converses a Berlín per sol·licitar un gran crèdit alemany a Bulgària que resolgués els problemes financers búlgars. França i Rússia, temoroses que l'acord financer es convertís també en polític, van tractar de destorbar les negociacions. A finals d'abril, tot i això, aquestes havien avançat molt, malgrat les dures condicions dels bancs alemanys. Després de més retards per desacords en les condicions, que els alemanys van haver de suavitzar, i ofertes d'última hora dels francesos, Bulgària va acceptar el préstec alemany el 15 de juliol.
El 1914 Bulgària es trobava disgustada pel resultat de les guerres anteriors i afeblida per l'esforç bèl·lic realitzat. Les seves aspiracions de recuperar els territoris atorgats en el Tractat de Sant Stefano de 1878 eren irrealitzables sense un canvi de la situació política europea. L'assassinat de l'hereu al tron austrohongarès a Sarajevo en l'estiu de 1914 va proporcionar l'oportunitat que els polítics búlgars esperaven per canviar el resultat de les guerres balcàniques.

## Negociacions amb l'Entesa i els Imperis

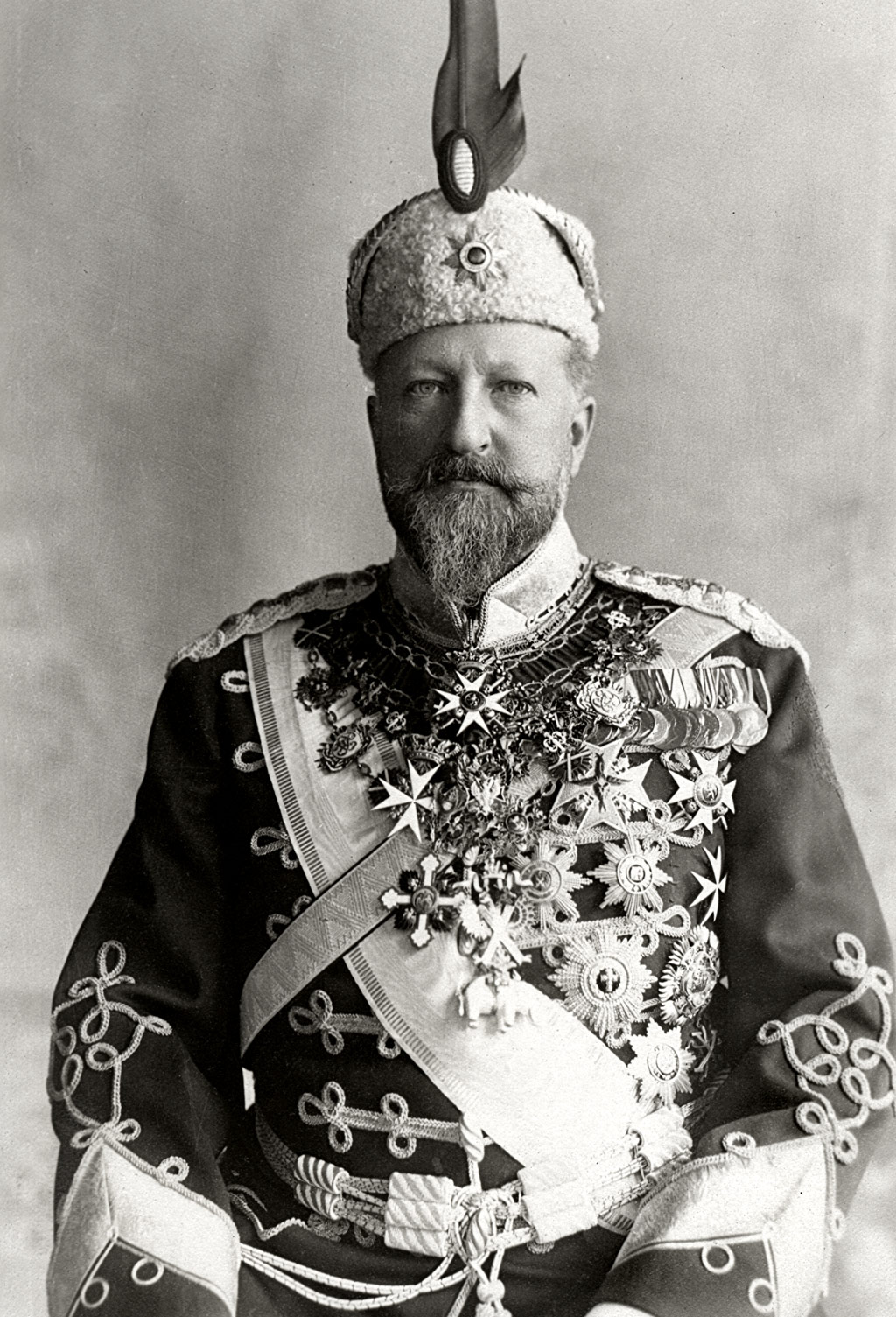
Ferran I de Bulgària, favorable a les Potències Centrals com el primer ministre Vasil Radoslavov, va retardar l'entrada en guerra de Bulgària fins a assegurar-se les concessions territorials desitjades que revertissin les conseqüències del Tractat de Bucarest.

Els dos bàndols que van acabar enfrontats a la primera guerra mundial eren conscients de la importància estratègica de Bulgària, però Ferran va evitar signar cap aliança formal amb els blocs de potències enfrontats, tement patir la sort de l'assassinat arxiduc Francesc Ferran, que sospitava que havia estat assassinat pels russos. Les relacions de Bulgària amb l'Imperi otomà i Romania tampoc eren bones: al juliol hi havia hagut incidents fronterers amb baixes a la frontera búlgar-romanesa que complicaven l'entesa entre Sofia i Viena, que estava coligada amb els romanesos. Sense garanties per part de Romania i dels otomans, Bulgària no estava disposada a entrar en guerra contra l'Entesa. D'altra banda, les converses greco-otomanes van produir suspicàcies a Bulgària, que temia que tots dos veïns tractessin de coligarse contra ella. La creixent tensió entre Àustria-Hongria i Sèrbia i la incertesa sobre la posició dels altres països veïns desaconsellaven l'acostament búlgar als austrohongaresos. La possibilitat d'una guerra, cada vegada era més gran, i la mala situació de les forces armades després de la derrota ala segona guerra balcànica van fer que Bulgària declarés el 12 [C.J. 1914] de 7 juny/ 12 de juliol del 1914 la seva neutralitat, fins i tot abans de l'esclat de la contesa. A més de l'adversa situació militar, el Govern búlgar desitjava observar el rumb de l'enfrontament abans de donar suport a un o un altre bàndol; en cas de victòria austrohongaresa, esperava obtenir igualment Macedònia.
Tot i els continus intents de l'ambaixador austrohongarès d'obtenir l'aliança de Bulgària abans de la declaració de guerra contra Sèrbia (28 de juliol), Ferran va refusar concedir-li audiència, ja que no es volia comprometre[29] amb cap dels bàndols. Els austrohongaresos desitjaven comptar amb les tropes búlgares contra Sèrbia per poder enviar part de les seves pròpies contra les unitats russes a Galítsia. La declaració de guerra austrohongaresa va ser rebuda amb alegria a Bulgària, tot i que s'havia proclamat formalment neutral. La falta d'un alineament clar no va impedir al Govern de Vasil Radoslavov fomentar les activitats guerrilleres a Macedònia a petició dels austrohongaresos, que consideraven a Sèrbia com la principal enemiga dels búlgars. Els atacs a Macedònia van augmentar el nombre de refugiats i la tensió amb el país veí. Alhora, Radoslavov estudiava les diverses propostes que els russos, principals aliats i protectors de Sèrbia, van realitzar al Govern de Sofia. Es van succeir les negociacions amb tots dos bàndols, en les quals Radoslavov va tractar d'obtenir els majors beneficis territorials possibles a canvi de decantar-se per un d'ells. El preu de l'aliança búlgara era la revisió del Tractat de Bucarest de 1913 i, especialment, el lliurament de Macedònia. Les simpaties de Ferran i de Radoslavov pels alemanys no van garantir l'alineament immediat del país amb els Imperis.

L'ideal territorial búlgar: el país segons l'efímer Tractat de Sant Stefano de 1878, aviat substituït per les disposicions acordades per les potències al Congrés de Berlín de 1878. Bulgària va tractar de recuperar en les successives guerres les zones perdudes en el segon tractat.

Els intents dels Imperis i l'Entesa d'aconseguir l'aliança amb Sofia es van allargar més d'un any. El 19 d'agost de 1914, Radoslavov va aconseguir una important victòria diplomàtica gràcies a l'acord defensiu amb els otomans que va assegurar el flanc sud-est búlgar sense que això li suposés realitzar concessions. Degut a l'aparent acostament als Imperis per aquest acord, el primer ministre es va mantenir ferm en les seves exigències territorials, i la derrota austrohongaresa a les mans de l'Exèrcit serbi el 24 d'agost va afeblir la posició austrohongaresa en les negociacions. El pacte amb els otomans disposava a més que Bulgària no prendria l'ofensiva fins a no tenir garanties de Romania, que aquesta no es trobava disposada a concedir explícitament per temor a Rússia. El 22 d'agost, l'Entesa va realitzar la seva oferta a Ferran a través del representant rus: la cessió de la part de Macedònia estipulada en l'acord d'aliança serbo-búlgar de 1912 i la protecció de la seva dinastia a canvi de la neutralitat benevolent cap a Sèrbia i l'atac a Romania o l'Imperi otomà si qualsevol d'aquests atacava Rússia. Grècia i Sèrbia, no obstant això, es van negar a atorgar els territoris necessaris per complir la proposta, i les potències de l'Entesa es van mostrar poc inclinades a forçar-les a això. Al setembre les negociacions amb Bulgària es van estancar, en part per l'equilibri en el front, que feia que Radoslavov es mostrés poc inclinat a associar-se a qualsevol dels dos bàndols, i en part per la falta de millores en les ofertes territorials que beneficiessin a Bulgària.
L'entrada a la guerra de l'Imperi otomà l costat dels Imperis va augmentar el valor estratègic de Bulgària per als dos bàndols: per als Imperis era la ruta més senzilla per a proveir als otomans; per als Aliats, l'entrada en guerra de Bulgària podia reforçar la seva ofensiva a Gal·lípoli i afavorir la presa dels estrets del mar Negre, que hagués facilitat el proveïment de Rússia. L'Entesa havia declarat la guerra a l'Imperi quan el 29 d'octubre els navilis Goeben i Breslau, transferits a la Marina otomana però amb tripulacions alemanyes, van bombardejar instal·lacions russes al mar Negre. Després del rebuig búlgar d'una nova proposta de l'Entesa que incloïa la frontera Enez-Midia, part de Tràcia i Macedònia fins al riu Vàrdar, i que va disgustar a Romania, Grècia i Sèrbia, el 24 de novembre, els ambaixadors de l'Entesa van haver de limitar-se a promeses vagues, mentre que els representants de les Potències Centrals, després de certs dubtes, van prometre a Bulgària el 22 de desembre de 1914/4 de gener de 1915 el lliurament de Macedònia fins i tot sense que calgués que Bulgària s'aliés formalment amb ells. Tot i això van encoratjar al Govern de Sofia a que ataqués a Sèrbia. No obstant això, Radoslavov no desitjava haver d'enfrontar-se a Sèrbia per aconseguir Macedònia, sinó que fossin els Imperis els qui prenguessin el territori i el lliuressin a Bulgària. A finals de 1914, la posició búlgara, tot i que era favorable a una victòria dels Imperis, no havia descartat encara les converses amb l'Entesa. Militars búlgars van lliurar informació a tots dos bàndols. El 9 de desembre, els Aliats van tractar sense èxit de millorar la seva oferta del 24 de novembre a canvi de l'aliança formal búlgara, però Radoslavov la va rebutjar altra vegada per insuficient. Al febrer, alemanys i austrohongaresos van atorgar un nou crèdit de cent cinquanta milions de francs per tractar de guanyar-se definitivament el favor del Govern de Radoslavov, sense aconseguir-ho.
A la primavera, dos èxits passatgers del començament de la campanya de Gal·lípoli i les perspectives de que Itàlia s'unís aviat als Aliats va afavorir la posició negociadora d'aquests enfront dels Imperis.[57][58] Els Aliats es van preparar per oferir a Bulgària la línia Enez-Midia i la frontera acordada el 1912 a Macedònia quan Radoslavov al maig va exigir les fronteres de Santo Stefano, que els Aliats es van preparar per acceptar el 28 de maig, a canvi de la participació de Bulgària en la guerra. Radoslavov va rebutjar la proposta aliada i l'Entesa va haver de tornar a estudiar què oferir per guanyar-se el suport búlgar, especialment per la deterioració de la seva situació militar a l'estiu.
Al maig es van reprendre les converses amb els otomans, desesperats per trobar una ruta de proveïment des d'Alemanya que Romania no permetia. Les converses amb els otomans no van resultar en la cessió per aquests a la pretensió búlgara de fixar la frontera comuna en la línia Enez-Midia, que l'Entesa ja havia ofert, però sí en l'obtenció per a Bulgària de la vall del Maritsa. Les negociacions de Radoslavov a canvi simplement de mantenir la neutralitat havien sostret diverses concessions dels contendents fins a l'estiu de 1915, però el triomf otomà a la batalla de Gal·lípoli va fer que aquests estiguessin menys propensos a les concessions als búlgars,[63] tot i la mediació austro-germana.
Finalment, l'entrada a la guerra de Bulgària va dependre de les promeses que havien fet els bàndols enfrontats respecte les aspiracions territorials búlgares. Els motius búlgars eren purament egoistes i se centraven en la consecució de les seves ambicions nacionalistes. Mentre que l'Entesa no es trobava en condicions de satisfer-les, els Imperis sique ho podien fer, cosa que va decantar a Bulgària a favor seu. A diferència dels altres coligados dels Imperis Centrals, els búlgars no van combatre en fronts llunyans aliens als seus interessos directes. Les grans promeses territorials que els negociadors dels Imperis van fer finalment al Govern búlgar es devien a les pressions dels comandaments militars, desitjosos d'aconseguir finalment l'aliança amb Bulgària. Ferran i el seu Govern també van sospesar la probabilitat que el bàndol al que s'unissin resultés vencedor en la guerra i tingués així la capacitat de complir les promeses territorials que anaven a acceptar. La impressionant victòria austro-germana enfront de Rússia durant la primavera i l'estiu de 1915, en la qual aquesta va perdre centenars de milers d'homes i el control de Polònia, es va unir a la incapacitat dels seus aliats de destorbar la campanya alemanya en els avanços en el front occidental. La derrota final dels britànics en Gal·lípoli a l'agost va convèncer els búlgars de la probable victòria final dels Imperis en la contesa. Aquest mateix mes un coronel búlgar va partir a Berlín per concretar les exigències búlgares per a una aliança formal i al mateix temps es van accelerar les negociacions amb els otomans.

### L'aliança entre Bulgària i els Imperis
L'aliança entre Bulgària i els Imperis, que contenia cinc articles, va acabar signant-se a la capital búlgara el 24 d'agost/6 de setembre de 1915 després de més d'un any de negociacions. Pocs dies abans havien dimitit els ministres rusòfilos. Bulgària rebia garanties d'austrohongaresos i alemanys, mentre que es comprometia, per la seva banda, a ajudar-los en cas de ser agredits per algun país adjacent amb Bulgària. Un annex secret de sis articles prometia a Bulgària el control de tota la Macedònia, la vall del Gran Morava i la regió de Vranje. En cas que Grècia o Romania entressin en guerra contra els Imperis, aquests es comprometien a retornar a Bulgària els territoris que havia perdut en el Tractat de Bucarest. Bulgària rebia a més la garantia conjunta per a un préstec de guerra de dos-cents milions de francs, a més d'armes per al seu Exèrcit.[nota 1] En canvi, Bulgària estava obligada a atacar a Sèrbia abans de trenta-cinc dies. Els búlgars havien de desplegar quatre divisions d'infanteria que havien de participar juntament amb altres sis austrohongareses i sis alemanyes en l'ofensiva al país veí. El cap de la campanya seria el general alemany August von Mackensen. Al mateix temps i de nou amb mediació austro-germana, Sofia va arribar a un acord amb Constantinoble en el qual Turquia cedia la vall del Maritsa però no Lozengrad. Aquesta cessió va donar el control del ferrocarril fins a Dedeagach, l'únic port búlgar a l'Egeu, a Sofia. a Macedònia impedia l'acord. Grècia tampoc es va mostrar disposada a cedir territori a canvi d'un pacte amb Bulgària i va frustrar així el pla britànic de reconstituir l'antiga Lliga Balcànica, aquesta vegada no només contra els otomans, sinó també contra els austrohongaresos.

## L'entrada a la guerra

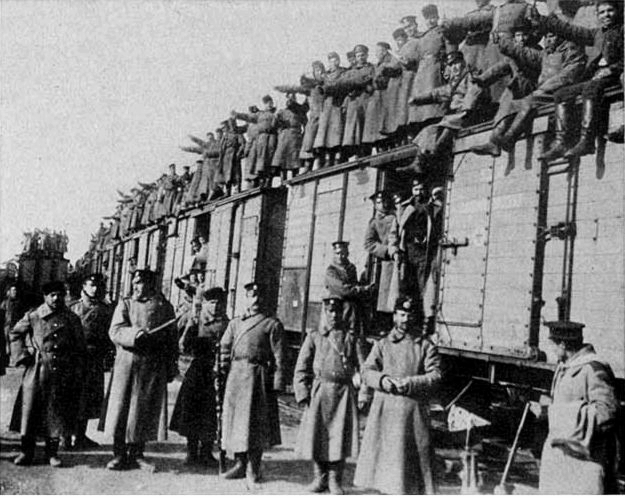
Mobilització de soldats búlgars a la fi de setembre de 1915.

Tot i l'oposició del dirigent agrari Alejandro Stamboliski a l'entrada en la guerra, que va explicitar en l'audiència del rei [99] amb els dirigents de l'oposició del 17 de setembre, aquesta es trobava dividida i no va presentar un front unit contra la postura del Govern i del sobirà. Dos dies més tard Stamboliski fou arrestat, condemnat per traïció i va passar la resta de la guerra a la presó, ja que el rei li va commutar la pena de mort per la cadena perpètua. La seva detenció va desorientar als agraris, que van votar a favor dels crèdits de guerra sol·licitats pel Govern i van perdre temporalment la seva influència sobre els esdeveniments. Els opositors més notoris a l'entrada del país a la guerra foren empresonats, per exemple, el jove comunista Gueorgui Dimitrov. El fet que el tractat amb els Imperis fos secret, no va impedir que a mitjans de setembre comencés a observar-se clarament en quina direcció s'inclinaria el Govern búlgar: oficials austrohongaresos i alemanys ja havien començat a traslladar-se al país.
El 22 de setembre es va anunciar la mobilització general, que va incloure a 531 951 homes. La població, encara que en general donava suport a les ambicions territorials del Govern, es va mostrar inquieta i no va ser consultada sobre l'entrada a la guerra, com tampoc ho fou el Parlament. L'Entesa va tractar de detenir els preparatius bèl·lics búlgars amenaçant amb la ruptura de relacions diplomàtiques el 4 d'octubre, de manera infructuosa; el 6 d'octubre començava l'ofensiva austro-germana contra Sèrbia a la qual Bulgària s'hi va unir set dies després (28 de setembre/11 d'octubre de 1915). El dia 3 les primeres tropes anglo-franceses havien desembarcat a Salònica, amb la protesta del rei grec Constantí; Venizelos va haver de dimitir el dia 5 a causa de la insistència del monarca a mantenir la neutralitat. L'objectiu búlgar era la realització del somni territorial truncat d'una «Gran Bulgària» que havia de mantenir les fronteres del Tractat de Sant Stefano. Sèrbia, per la seva banda, havia proposat un atac preventiu a Bulgària durant la seva mobilització però els seus aliats, convençuts de poder mantenir-la neutral, van vetar-lo. La sol·licitud d'ajuda sèrbia a Grècia en virtut de l'aliança de 1913, que l'obligava a acudir en el seu auxili en certes condicions, tampoc va tenir efecte; la divisió entre aliadòfils i germanòfils a Grècia i la incapacitat de Sèrbia de complir certes condicions formals del tractat d'aliança van impedir que Grècia auxiliés a Sèrbia. El desembarcament aliat ade Salònica tractava de substituir les cent cinquanta mil tropes sèrbies que havien d'haver sostingut l'avanç grec per unitats anglo-franceses. L'oposició de Constantí a unir-se a l'Entesa va frustrar els plans d'auxili de l'Entesa, que es basaven en l'ajuda grega.

## La campanya sèrbia

La campanya de Sèrbia. Bulgària hi va aportar dos exèrcits que van cooperar amb unitats alemanyes i austrohongareses per posar fi a la resistència sèrbia i obtenir el control de Macedònia.

L'atac a Sèrbia va començar a l'octubre. Les unitats alemanyes i austrohongareses van iniciar el nou assalt creuant el Sava i el Danubi el dia 6. Els Exèrcits aliats van avasallar ràpidament a les forces sèrbies. Belgrad va caure després de tres dies d'intensos combats i una ferotge resistència sèrbia que intentà retardar l'avanç de l'enemic amb l'esperança de rebre socors des de Salònica.
El pla d'atac búlgar consistia en l'avanç de dos exèrcits, el primer en direcció a Niš, al nord, i el segon en direcció a Skopje, al sud, que es van unir a la batalla una setmana després dels seus aliats (11 d'octubre). L'ofensiva havia d'aïllar Sèrbia de Salónica. El 5 de novembre, les tropes búlgares van prendre la seu provisional del Govern serbi, la ciutat de Niš. Els exèrcits serbis, tot i això, evitaren els intents de ser rodejats, tot i que van continuar la seva retirada cap a Kosovo.

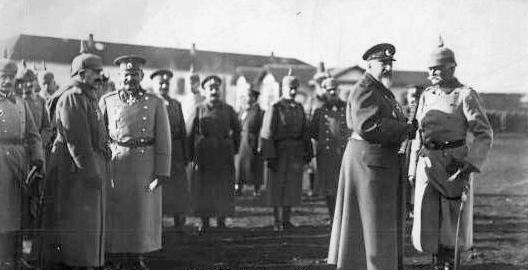
El tsar Ferran xerrant amb el mariscal alemany Von Mackensen a Niš el gener de 1916. A l'esquerra, el kàiser Guillem.

Tot i que esperaven evitar-ho, unitats búlgares del segon Exèrcit, van avançar ràpidament i van tallar les comunicacions amb Salònica. Aquestes van haver d'enfrontar-se a britànics i francesos al sud de Macedònia des del 21 d'octubre i els van rebutjar cap a Salónica, on van romandre fins al setembre de 1918. El tardà intent d'auxiliar als serbis, que havia començat amb el desembarcament de tropes franc-britàniques el 5 d'octubre en Salónica, fou inútil. A finals de novembre, les restes de l'Exèrcit serbi i milers de refugiats estaven a la plana de Kosovo i van començar una duríssima retirada a través de les muntanyes albaneses cap al mar que va costar desenes de milers de baixes. El Primer Exèrcit búlgar va derrotar a les unitats sèrbies a la plana. El 12 de desembre, havent arribat a la frontera grega que tenia ordres de no creuar, l'Exèrcit búlgar es va aturar. Els alemanys, malgrat els desitjos del comandant en cap de les tropes búlgares, van prohibir-los d'entrar a Grècia i perseguir a les desorganitzades unitats franceses i britàniques, tot i que les superaven. La dependència búlgara dels subministraments alemanys els va obligar a acceptar la posició germana. Els búlgars havien capturat prop de cinquanta mil soldats serbis i mil dos-cents francesos i britànics durant l'ofensiva. Les restes de les forces sèrbies van ser traslladats per l'Entesa a l'illa de Corfú. Com que al novembre es va resoldre el problema d'abastiment dels otomans, l'Imperi va poder continuar participant en el conflicte.
La victòria sobre Sèrbia va reforçar el Govern búlgar, que va obtenir el suport de l'oposició en les votacions de crèdits de guerra al desembre i en la del pressupost de 1916. Amb la conquesta de Macedònia complia a més el seu principal objectiu a la guerra.[115] A partir d'aquell moment, el desig búlgar fou que la guerra acabés i s'aprovés el canvi territorial. La permanència de les tropes de l'Entesa a Salónica va marcar la resta de la guerra per a Bulgària. El manteniment del front va suposar un esforç notable en homes i material que va afectar l'economia i la moral nacionals. Bulgària desitjava avançar cap al sud i eliminar l'amenaça que suposava el front macedoni, però Alemanya no estava interessada, perquè des del seu punt de vista servia per desviar forces enemigues lluny dels fronts que considerava primordials.
A inicis del 1916, l'Entesa va aconseguir fortificar les seves posicions al nord de Grècia. Les seves forces a la zona van créixer al llarg de l'any amb l'arribada d'unitats britàniques, franceses, italianes i russes. Finalment van arribar les tropes sèrbies, traslladades des de Corfú i rearmades pels Aliats.

## La campanya romanesa
La estabilització del front búlgar es truncà amb l'entrada a la guerra de Romania el 14 d'agost/27 d'agost del 1916. Després de l'entrada a la guerra de Romania, Bulgària participà en la contraofensiva de les Potències Centrales, enfrontant-se a unitats russes que havien acudit a ajudar els romanesos. L'1 de setembre, Bulgària declarà la guerra a Romania i, juntament amb algunes unitats alemanyes i otomanes, el Tercer Exèrcit va envair Dobrudja Meridional. El 23 de desembre de 1916/5 de gener de 1917 havia aconseguit el control de tota la regió i en va destacar especialment la presa de la fortaleza de Tutrakan. A l'octubre del 1916 había refusat un intent de contraatac romanès que intentà envair Bulgària.
Al sud, els alemanys van permetre finalment als búlgars penetrar en territori grec per desbaratar l'atac previst de l'Entesa cap al nord per recolzar a Romania, i els búlgars van avançar a la Macedònia oriental, escometent alhora al centre i a la zona oriental del front. La resistència francesa i britànica va ser escassa.
Amb la derrota de Romania després de l'anterior de Sèrbia, Bulgària va aconseguir prendre el control de Macedònia, Kavala, Drama, Flórina i la Dobrudja meridional, i va recuperar així les fronteres de Sant Stefano.
Posteriorment, Ferran es va oposar al començament de la guerra submarina total decidida pels alemanys i va començar a buscar una manera de signar la pau. La proximitat de tropes alemanyes que podien aixafar qualsevol intent d'abandonar la lliga per part dels búlgars dificultava aquest objectiu. Els Estats Units i Bulgària, encara que es trobaven en bàndols oposats durant la guerra, mai van arribar a entrar formalment en guerra; mentre que els dirigents búlgars desitjaven la simpatia nord-americana a les seves reclamacions territorials en cas de derrota bèl·lica, els nord-americans esperaven poder separar a Bulgària dels seus aliats per aconseguir la derrota dels Imperis. Quan Washington va declarar la guerra a Alemanya el 6 d'abril del 1917, el Govern búlgar es va negar a unir-se als seus aliats i a declarar la guerra als nord-americans.

## Estabilització del front

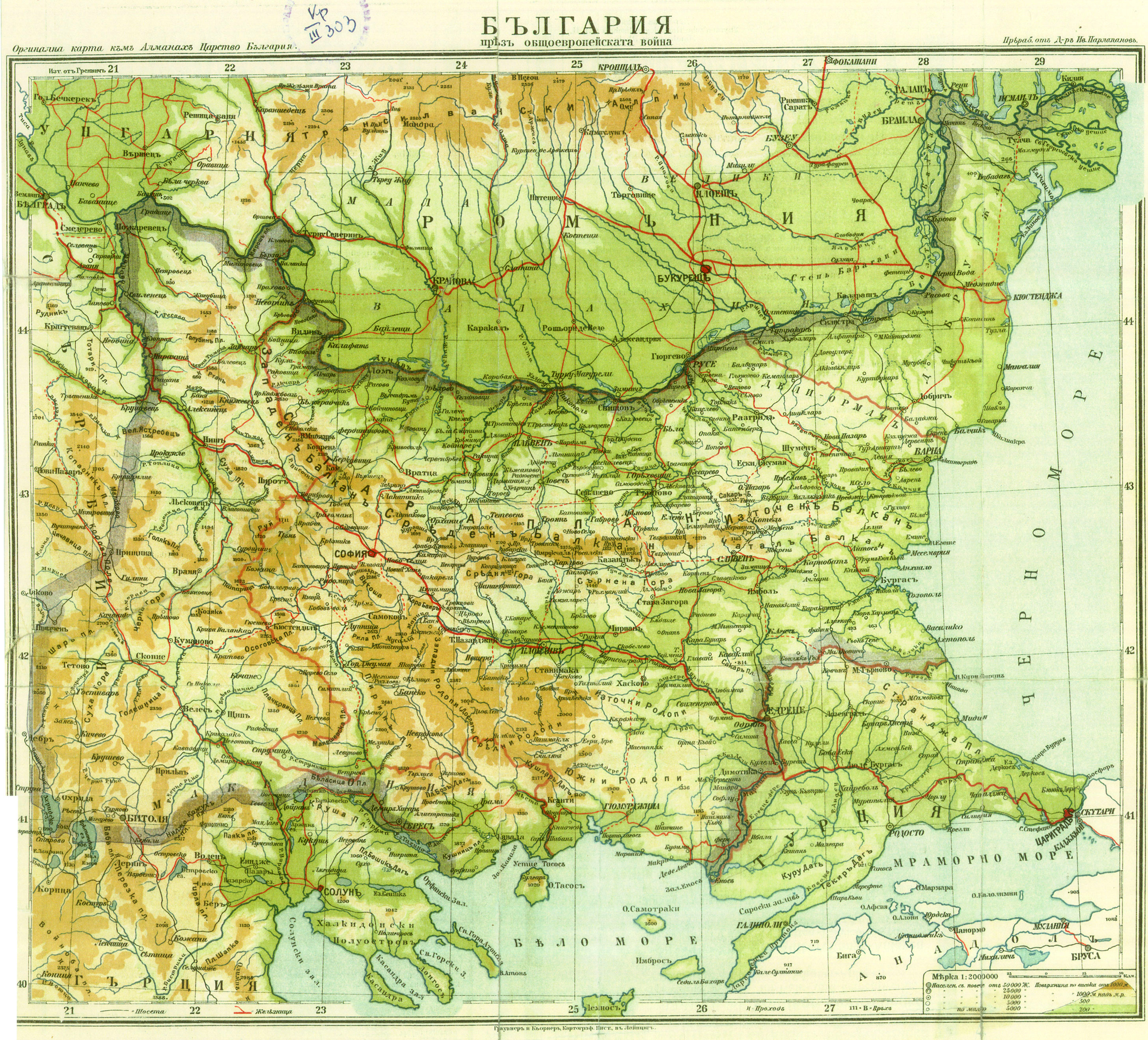
Les fronteres búlgares al final de la guerra, després de la derrota de Sèrbia i Romania i la tardana cessió de la Dobrudja a Bulgària al setembre de 1918.

Al juny tropes gregues favorables al rei van lliurar el fort Rupel, que controlava la vall del Struma, als búlgars, per destorbar el desplegament aliat de Salònica. Al setembre una força conjunta germànica-búlgara va prendre Kavala i va enviar a la guarnició grega a una presó a Alemanya. També a la tardor del 1916, contraofensives de l'Entesa van aconseguir expulsar els búlgars de Flórina i van arribar a Monastir.[117][112]

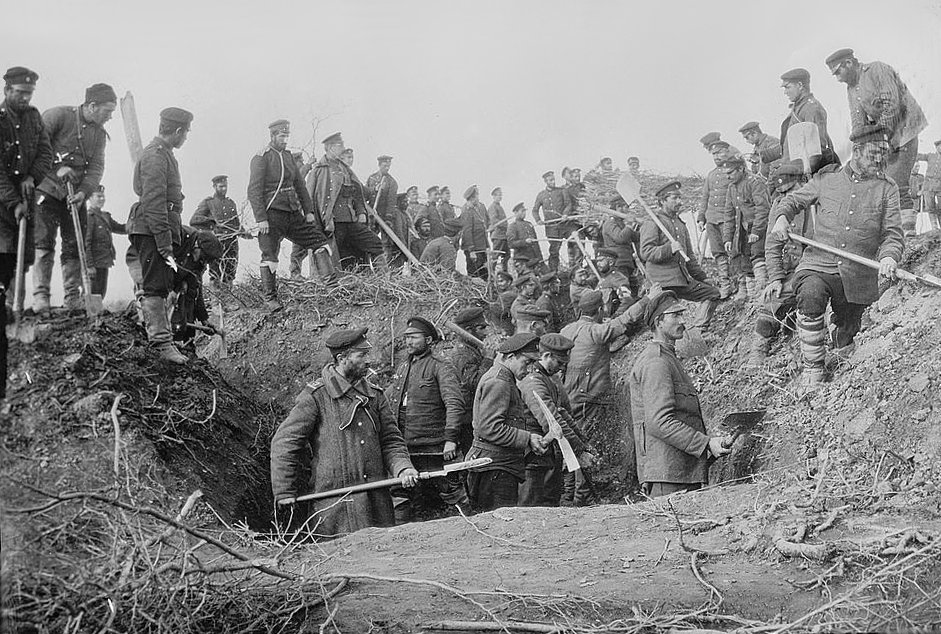
Trinxera búlgara al 1918. El front de Macedònioa estava fortificat pels dos bàndols i gairebé no es va moure fins al setembre del 1918.

El 1917, els Aliats van forçar l'abdicació del monarca proalemany Constantí I de Grècia i Venizelos s'uní formalment a l'Entesa. En aquells moments, el front entre aquesta i els Imperis creuava tota la península i quedà defensada per part d'aquests per forces austrohongareses a Albània, unitats búlgares sota comandament alemany més a l'est, i encara més a l'est, per l'Onzè exèrcit alemany i el Primer i Segon Exèrcits búlgars. Encara més a l'est hi havia dues divisions otomanes. Els búlgars representaven l'element més nombrós de les forces Imperials que defensaven aquest front.
De la mateixa manera que en el front occidental de la Primera Guerra mundial, les posicions van quedar estancades ràpidament, amb fortificacions en ambdós bàndols que patien atacs aeris i atacs llampec terrestres del bàndol enemic.
Els principals combats en el front macedoni van succeir a la primavera a la zona del llac Dòiran; en aquests els búlgars van detenir l'avenç de les tropes aliades. Tot i l'absència d'enfrontaments a gran escala durant la resta del període, l'esforç bèl·lic continuat va afectar la moral i l'economia búlgares. La relació amb els seus aliats tampoc era massa bona, ja que van tenir dures disputes pel control territorial de la Dobrudja i de la seva producció alimentària. Bulgària anhelava anexionar-se tota la província, però el govern alemany s'hi va oposar. El govern de Sofia desitjava amb la Dobrudja degut, en part, a la incapacitat del país de cobrir per si mateixos a les seves pròpies necessitats d'aliments. Durant els anys 1917 i 1918 s'havia agreujat la situació alimentària de Bulgària que ja era dolenta el 1916. En aquests últims anys també va anar empitjorant progressivament el subministrament d'aliments als soldats i les racions que rebien van anar disminuint, al mateix temps de que van començar a escassejar els uniformes i les botes per als mateixos. Aquest escassetat, que també afectava als seus medicaments i municions, van mermar l'ànim de les tropes.
El Govern va crear un organisme estatal per a intentar millorar la situació econòmica però va tenir uns resultats escassos. El fet que l'economia de Bulgària va continuar empitjorant va afectar la situació de la població civil i de la moral de les tropes que temien per les penúries que patien les seves famílies. Només les dones, nens, ancians i malalts van poder realitzar el treball agrari, cosa que es reduís la superfície cultivada en un 12% i es passà de produir 2.678.558 tones de gra el 1915 a només 1.435.083 el 1918. A més a més, el govern va requisar animals i la cabanya ramadera es va reduir considerablement per la manca de farratge. El Govern de Radoslavov també va imposar preus baixos per als productes agraris que van produir penúria al camp no va incentivar el cultiu. Tot i que va aconseguir mantenir baixos els salaris a la ciutat, no va aconseguir controlar la inflació que al 1918 va multiplicar els preus per 12 respecte el 1910. La mala situació econòmica va provocar protestes agreujades pels rumors de corrupció i de persones que es beneficiaven de les privacions causades per la guerra.
A finals d'any, els alemanys van retirar la majoria de les seves tropes per a concentrar-les per la propera ofensiva del front occidental i només van deixar tres batallons i 32 bateries en el front macedoni i els búlgars van haver de traslladar la major part del seu tercer exèrcit de la Dobrudja al sud per a intentar aguantar el front.

## Crisis i enfonsament del front

### El final de Radoslavov

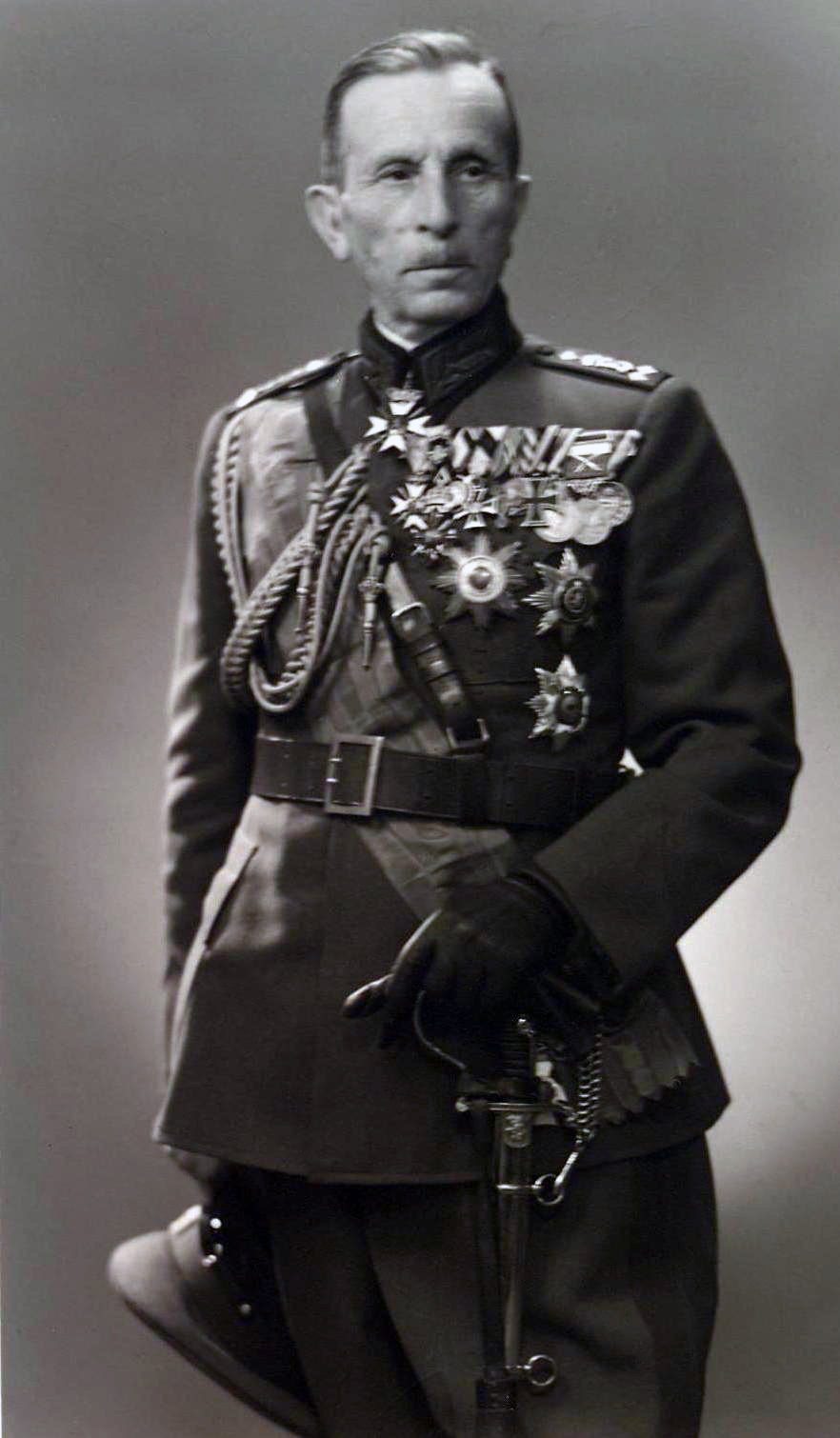
El general Nikola Zhekov, comandant de les tropes búlgares a la primavera de 1918 va alertar del deteriorament del front i de la necessitat de reforços aliats en va.

A començaments del 1918 Alemanya va prendre el control de les xarxes de telefonia i ferrocarrils búlgares i seguia exportant aliments del país tot i la greu situació alimentaria que patia.
Alemanya estava perdent la confiança en Radoslavov i es va negar a acceptar la seva petició de que tota la Dobrudja fos cedida a Bulgària. Els alemanys van animar als otomans a que reclamessin la devolució del territori de la riba del riu Maritsa que havien entregat a Bulgària el 1915, cosa que van fer al juliol del mateix any, cosa que van refusar els búlgars, enfadats. El país fa patir una gran fam durant l'hivern de 1917-1918. Al mateix temps, la Revolució d'Octubre va animar els treballadors i els camperols en la seva oposició contra el Govern i Alemanya va acabar controlant el país cada cop més. L'exèrcit, compost sobretot per camperols, estava cansat de combatre i no volia continuar amb la guerra quan havien aconseguit els territoris que desitjaven.. Un altre factor que va minar encara més el seu desig de combatre foren les promeses dels Catorze Punts del president estatunidenc Woodrow Wilson, en el qual prometia fronteres basades en l'autodeterminació. L'abastiment de robes i aliments per als soldats del front no era adequat, ja que les tropes a vegades anaven vestit amb drapots i els mancaven calçats; això feu que la seva moral encara fos pitjor. La situació del país, les males relacions amb la resta de les nacions aliades i els estretors del front de l'exèrcit van enfonsar la moral de les tropes a principis de l'estiu. El general Nikola Zhekov, comandant en cap de l'exèrcit búlgar, va avisar a les autoritats de la desmoralització de les tropes després d'una visita al front a principis del juny del 1918.
El govern, dedicat a poc més que a la recepció de suborns, va haver de contemplar com els alemanys, que cada vegada eren més pro-grecs, deixaven de donar els seus subsidis financers i els seus avals a Bulgària. Des de l'u de març Berlín va deixar d'enviar-hi armes i roba. Part dels funcionaris permetien el saqueig d'aliments per part de les tropes alemanyes a canvi de suborns. Els alemanys, a més, compraven aliments per enviar-los a l'estranger, cosa que va augmentar l'escassesa i va augmentar la inflació. El 3 de març del 1918 es va firmar el Tractat de Litovsk que representava la pau dels Imperis amb Rússia. Mentre que Alemanya tractava a Bulgària cada cop més com una simple colònia, incomplia amb la seva promesa d'enviar reforços per a sostenir el front macedoni: tot i que havien promès l'enviament de dotze divisions, només hi van traslladar tres batallons. A la primavera, la majoria dels partits de l'oposició es van aliar contra Radoslavov.
El 20 de juny el Govern de Radoslavov es va veure obligat a dimitir. El 21 de juny del 1918 el demòcrata Aleksandar Malinov va assolir el poder. Aquest canvi de govern es devia en part a l'afartament de la guerra i en part al disgust búlgar amb els seus aliats que al maig havien firmat la pau amb Romania sense tenir en compte la petició búlgara de la cessió de tota la Dobrudja. Aquesta només es va aconseguir al setembre del 1918, quan la guerra estava a punt d'acabar-se.. El govern búlgar havia confiat en aconseguir el control de la província, rica en producció agrícola, per a aliviar la crisi alimentària en el país i el front. Malinov va fracassar en l'intent de formar un ampli govern de coalició dels partits d'oposició a Radoslavov, tot i que el van sostenir sense entrar en el Consell de Ministres. Els del partit agrari es van negar a entrar en el Govern si aquest no alliberés els seus correligionaris presos, però Malinov no va aconseguir convèncer el tsar que ho fes.
Els intents búlgars de fer tractes amb els Aliats a Suïssa van fracassar perquè aquests no se'n refiaven. Els contactes indirectes entre Malinov i els estatunidencs per aconseguir la pau per a Bulgària, sense perdre almenys una part dels territoris aconseguits durant la guerra, no van fructificar pel refús del president Wilson.

### Enfonsament del front i revolta interna

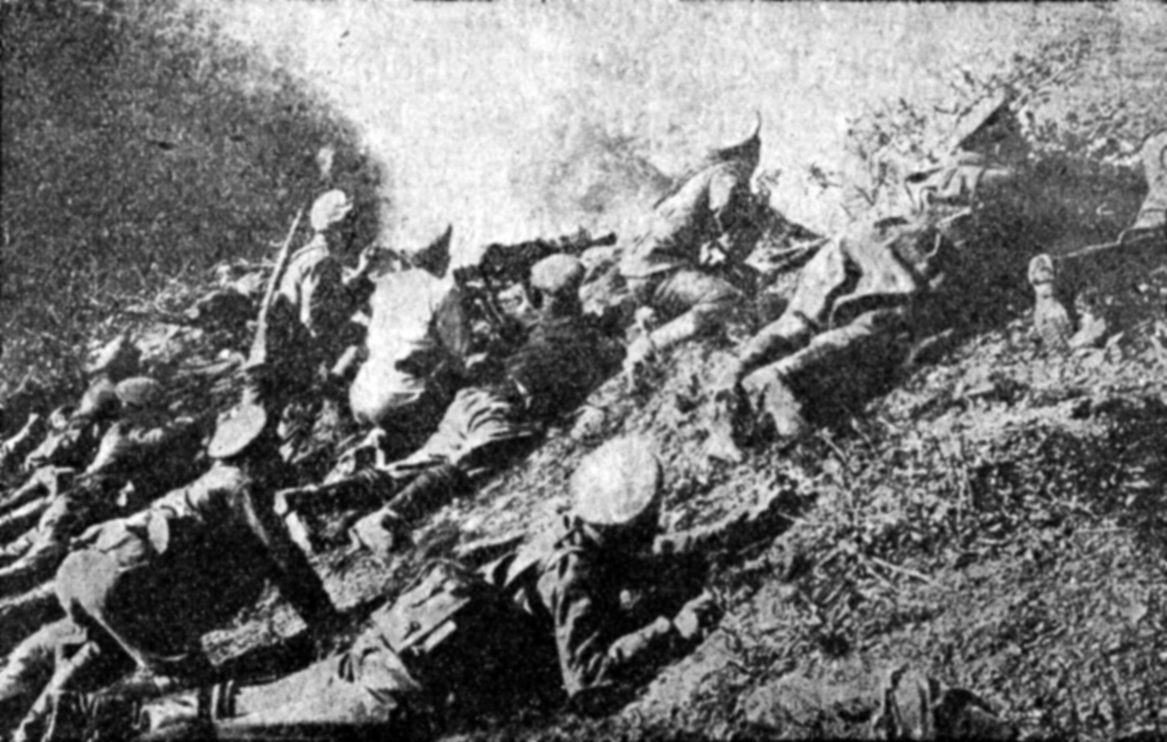
Tropes búlgares en la lluita en el pic Yerbichna a la primavera del 1918. El fracàs del contraatac búlgar va evidenciar el deteriorament del seu exèrcit, que estava poc abastit i molt desmoralitzat.

Al juny del 1918 l'exèrcit búlgar havia estat incapaç de contraatacar a Yerbichna i va patir una derrota que posà de manifest les seves males condicions i la seva desmoralització. Tot i les ordres del comandament s'havien reduït les racions dels soldats degut a la mancança d'aliments que patia el país. Malinov va haver d'afrontar la creixent exigència de l'Exèrcit perquè firmés la pau, al que Alemanya va respondre enviant-li part de les tropes que estava retirant de Macedònia al comandament dels reis de Baviera i Saxònia que, tot i això, no van aconseguir estabilitzar el front. Llavors el president va procedir a alliberar a alguns presos polítics entre els que hi havia Stamboliski el 25 de setembre.). El 18 de setembre el polític agrari Daskalov va proclamar la República de Radomir quan visitava el front a Dobro Polye; Stamboliski en fou proclamat el seu president el 27 de setembre. Les autoritats que es van mantenir fidels foren incapaces de cobrir el forat deixat pels amotinats i de frenar l'avenç dels Aliats. Els Aliats havien aconseguit trencar el front en la Ofensiva del Vàrdar després de durs combats a Dobro Polye, a on tenien el doble de soldats que els búlgars i quintuplicaven la seva artilleria. Tot i això foren refusats cinquanta quilòmetres a l'est, a prop del llac Dòiran. El 19 de setembre, dues divisions búlgares s'havien acabat rendint a Dobro Polye i es preparaven per a marxar en revolta contra la capital.  A la zona occidental del front, els búlgars també havien aconseguit mantenir les seves posicions. Però les tropes de l'Entesa van patir noves revoltes degut a la necessitat de retirar-se. Aquestes, després d'arrasar el quarter general de Kyustendil el 24 de setembre van marxar sobre la capital. El seu atac es va produir al mateix temps que es va signar l'armistici a Salònica el 29 de setembre.),. L'atac fou refusat gràcies a la intervenció de les tropes lleials al govern i a unitats alemanes però els dos bàndols van patir unes 1500 baixes. El dia 25 el Consell de Ministres havia decidit negociar amb l'Entesa degut a que no podien mantenir ells sols el front i a la manca d'ajuda immediata dels seus aliats.  A la nit del mateix dia, tres delegats búlgars van viatjar amb el cònsol estatunidenc i el seu ajudant per negociar amb els Aliats. Uns quants dies abans Malinov havia intentat desesperada i inútilment aconseguir la mediació americana per a detenir l'ofensiva aliada; per això, va aconseguir que els alemanys, austrohongaresos i otomans li cedissin finalment tota la Dobrudja el 22 de setembre per intentar evitar la rendició búlgara.
Bulgària va quedar parcialment ocupada per tropes francobritàniques que van sostenir el Govern en les seves accions per a aplastar la República de Radomir. . Van obligar a que el rei Ferran abdiqués  a favor del seu fill Borís III el 4 d'octubre per tal de frenar la revolució. Ferran es va exiliar a les seves possessions dels Coburg.Radoslavov va fugir a Alemanya. La rendició búlgara, que va privar a Berlín de la seva connexió amb Turquia i amenaçà el subministrament de petroli romanès, juntament amb la victoriosa ofensiva en el front occidental, forçà els comandaments alemanys a admetre la derrota militar i que demanessin al govern alemany que demanessin immediatament un armistici. Alemanya va demanar-lo el mateix dia de l'abdicació del rei Ferran. L'imperi otomà es va rendir un mes després que Bulgària, Àustria-Hongria ho va fer cinc setmanes després i Alemanya sis.

## Conseqüències

Canvis territorials al final de la Primera Guerra Mundial. Bulgària va perdre l'accés a la mar Egea, va haver de retornar Macedònia i el sud de la Dobrudja als seus veïns i va haver de cedir quatre petits enclavaments fronterers a la nova Iugoslàvia. La nova Turquia també va recuperar el control de la Tràcia oriental

El creixement territorial que havia aconseguit Bulgària fou efímer i revertit després de la derrota militar. Tot i a les tres guerres que havia lliurat en menys de sis anys, Bulgària no va aconseguir obtenir el que considerava com el seu territori nacional. Bulgària havia optat per aliar-se amb Alemanya i el seu antic enemic, l'Imperi otomà degut al seu desig d'obtenir Macedònia, que es disputava amb Sèrbia i Grècia. Els nacionalistes búlgars consideraven la regió vital per a la unitat i desenvolupament del poble búlgar. Després de la guerra, la regió fou retornada a Sèrbia com a part del nou Regne dels Serbis, Croates i Eslovens. La Dobrudja va retornar sota control romanès i Bulgària va perdre la part de la Tràcia obtinguda en la lluita contra els otomans els anys 1812-1913, així com a petits enclavaments que va haver de cedir als iugoslaus. La pèrdua de Macedònia va portar a Bulgària a aliar-se amb l'Eix Berlín-Roma-Tòquio a la Segona Guerra Mundial perquè la volia recuperar, cosa que va aconseguir temporalment fins a la derrota el 1944, que li va tornar a privar novament del territori. Les esperances búlgares de que el president Wildon apliqués els seus Catorze Punts al tractat de pau per a permetre que Bulgària conservés les seves conquestes de guerra van resultar frustrades.
Bulgària va patir importants baixes durant les contínues guerres que havia patit. En els combats van morir el 4% de la seva població i un 7% en va quedar greument ferit. Fou el país amb una proporció més alta de baixes de tots els bel·ligerants i prop del 40% de la seva població masculina havia estat cridada a files. Al final de la guerra gairebé 900.000 homes havien estat reclutats, dels quals 300.000 en foren baixes i en van morir 100.000.
La situació econòmica del país era catastròfica: el cost de la vida s'havia multiplicat per dotze durant la guerra, la situació alimentària era terrible i la corrupció estava molt estesa. El país va haver de fer front, a més, a una allau de refugiats que arribaven dels territoris conquerits durant la guerra. La guerra va portar al poder als agraris que s'havien oposat a l'entrada al país en el conflicte.